# Ori (Stargate)
Gli Ori [oːrai] sono una razza dell'universo fantascientifico di Stargate.
Fanno la loro comparsa nella nona e nella decima stagione della serie televisiva Stargate SG-1, in cui sono gli antagonisti principali. In qualità di esseri ascesi, si fanno adorare come dèi e professano una religione incentrata su di loro, il Cammino dell'Origine. Gli Ori sono una razza ascesa e hanno le stesse origini degli Antichi. In base alle affermazioni di Merlino, inizialmente le intenzioni degli Ori erano buone ma con il tempo divennero esseri corrotti.

## Storia

### Gli Alterani
Milioni di anni fa, gli Ori vivevano assieme agli Antichi come un'unica razza, gli Alterani, sul pianeta Celestis, in una galassia lontana milioni di anni luce dalla Terra. Ad un certo punto della loro storia si crea una scissione nella loro società: coloro che poi furono chiamati Antichi decisero di seguire la via della scienza mentre gli Ori quella della religione. La divisione divenne così marcata che gli Ori tentarono di distruggere gli Antichi, i quali dovettero fuggire dalla galassia. Da allora, le due fazioni rimasero nemiche e il dottor Jackson ipotizza che gli Ori furono responsabili della piaga che colpì gli Antichi e li costrinse a fuggire nuovamente, diretti verso la galassia di Pegaso. Sia gli Antichi che gli Ori ascesero e questi ultimi crearono una religione, chiamata L'Origine, per la successiva forma evolutiva umana che crearono sul loro mondo. Questa nuova umanità aveva lo scopo di accrescere il loro stesso potere tramite la venerazione come divinità, garantendo agli umani l'ascensione e la conoscenza dell'universo in cambio di lodi e adorazioni.

### La crociata
Nel 2005, il Comando Stargate, dopo aver preso contatto con gli Ori, scopre che essi non offrono ai loro seguaci la possibilità di ascendere, infatti non intendono condividere l'energia ottenuta con nessuno al di fuori di loro stessi. Questa energia giunge agli Ori quando gli esseri umani credono in loro. Questo trasferimento di energia è uno dei motivi per cui gli Antichi ascesi decisero di non intervenire con ogni essere vivente nel piano inferiore d'esistenza.
Mentre gli Antichi proteggono la Via Lattea e la Galassia di Pegaso dagli Ori, non intervengono contro di loro in nessun altro luogo e non agiscono neppure contro gli umani che li servono. Fare ciò significherebbe trasgredire alle stesse regole che si sono dati. Un Antico, tuttavia, Merlino, conscio della minaccia dei loro nemici, costruì un'arma in grado di uccidere gli esseri ascesi.
Nel 2006, gli Ori tentarono di collegare la loro galassia con la Via Lattea, attraverso un Supergate, e inviare quattro loro navi madri a cominciare la conversione degli umani di questa galassia. Anche se una delle loro navi fu distrutta e il collegamento interrotto, i primi mondi furono convertiti e coloro che si rifiutarono furono distrutti. La crociata era guidata da Adria, un'Ori umana, generata dagli Ori dal ventre di Vala Mal Doran, in modo che gli Antichi non potessero intervenire.
Tuttavia, l'intento Ori di distruggere gli Antichi costò loro più di quanto avessero previsto. Quando Adria scoprì la posizione del Santo Graal, così era chiamata l'arma di Merlino, scoprì che Morgana l'aveva distrutta, ma mise in stasi Merlino perché potesse ricostruirla quando l'umanità ne avesse avuto bisogno. Merlino, risvegliato, era troppo debole così prima di morire scaricò la sua conoscenza nella mente di Jackson. Adria allora catturò Jackson perché costruisse per lei un'arma per distruggere gli Antichi ma il dottore, ovviamente, decise che l'arma doveva finire nella galassia degli Alterani, per distruggere gli Ori.

### La fine
L'SG-1 inviò l'arma attraverso il Supergate, assieme ad Adria. Inizialmente, i Tau'ri non avevano modo di sapere se l'arma avesse funzionato o no ma, diversi mesi dopo, scoprirono che il tentativo aveva fallito e altre sei navi madri giunsero attraverso il Supergate, nuovamente funzionante.
L'SG-1 venne inviata ad investigare nella galassia degli Alterani, scoprendo che l'arma di Merlino aveva realmente ucciso gli Ori ma ora Adria aveva ereditato tutto il loro potere. L'SG-1 riuscì comunque a mostrare l'arca della verità al Doci che divulgò la verità a tutti i Priori, togliendo così tutto il potere dato ad Adria dalla fede degli umani. In questo nuovo stato, Morgana riuscì ad ingaggiare un'eterna battaglia contro Adria, neutralizzando di fatto gli Ori. Con l'Odyssey, l'SG-1 riportò l'arca nella Via Lattea dove i Priori misero fine alla crociata. L'esercito Ori fece così ritorno verso casa.

## Cultura
Sulla cultura degli Ori prima dell'ascensione si sa poco. Della cultura degli umani creati da loro si sa invece che vivono in un'età medievale basata sull'agricoltura da molti secoli, probabilmente tenuti a quel livello evolutivo dagli Ori per impedire che divenissero un problema. Gli umani vivono in piccoli villaggi, perfettamente organizzati sin dai livelli più bassi e privi di ogni segno di anarchia, governati da uomini scelti, chiamati Amministratori. Gli Amministratori sembrarono possedere un ampio potere sulla gestione del villaggio come condannare i sospettati di eresia.

### L'Origine
Gli Ori erano a conoscenza dell'ascensione degli Antichi e evitavano di comunicare con loro perché credevano che essi avessero abbandonato il Cammino, credendo nella filosofia opposta alla loro. Gli Ori infatti credevano che non rivelare i segreti dell'universo a coloro che vivono nei piani inferiori di esistenza sia un atto malvagio e chi non è d'accordo dovesse essere distrutto. Parte di questa affermazione probabilmente fu alla base degli iniziali buoni propositi degli Ori.
Concepirono così il Cammino dell'Origine, che mise loro stessi al centro della creazione, e incisero le loro parole nel Libro dell'Origine che avrebbe guidato i loro seguaci tramite gli insegnamento dei Priori i quali puniscono i miscredenti e chi si rifiuta di convertirsi. Come loro diretto portavoce, nominarono un Doci, il capo dei Priori, che viene impossessato dagli Ori per esprimere agli umani la loro volontà. Quando accade ciò, gli occhi del Doci appaiono infuocati: il simbolo della loro religione, infatti, è il fuoco.
Gli Antichi sono comunque sempre stati più potenti degli Ori, ma a causa del loro grande numero di adoratori la differenza tra le due fazioni diminuì notevolmente, generando preoccupazione tra gli Antichi ascesi, in particolare di Morgana. Secondo Daniel Jackson, il potere superiore degli Antichi, fu ciò che permise loro di impedire agli Ori di scoprire la vita nella Via Lattea e nella Galassia di Pegaso, protette dagli Antichi stessi.

#### IlLibro dell'Origine
Il Libro dell'Origine è il testo religioso del Cammino dell'Origine, scritto in Lingua Antica. Il libro contiene parabole e passaggi simili a quelli biblici con cui gli uomini possono relazionarsi e seguirne l'esempio. Ogni argomentazione ha lo scopo di portare alla meditazione sul significato degli esseri umani stessi e di indicare il cammino di rettitudine verso uno stato di esistenza superiore. Il testo glorifica sopra ogni altra cosa gli Ori, menzionando la loro rivalità contro gli Antichi ma stravolgendo la storia del conflitto tra le due fazioni. Ogni mondo sotto il dominio degli Ori possiede un gran numero di copie del testo sacro, infatti, è consuetudine impugnare il libro durante la cerimonia di prostrazione. Il testo fu scritto all'epoca in cui gli Ori si posero come divinità ma con ancora buone intenzioni e proprio per tale ragione le storie parlano di bontà e di perdono degli uni verso gli altri. Quando gli Ori divennero corrotti fecero in modo che i Priori modificassero l'interpretazione del testo affermando che coloro che si fossero opposti sarebbero stati distrutti.

## Tecnologia
La tecnologia degli Ori non necessita dell'equivalente di un Gene ATA degli Antichi. In questo modo infatti la loro tecnologia può essere usata dai loro seguaci in modo che essi possano servirli senza problemi. Ogni tecnologia risalente al periodo precedente la loro ascensione è stata distrutta senza alcuna eccezione per paura che i loro adoratori dubitino della loro divinità.
Grazie alla loro conoscenza dell'universo, la loro tecnologia è di gran lunga superiore a quella dei Tau'ri e delle altre razze della Via Lattea, raggiunta solo dalle ultime scoperte fatte dagli Asgard. Tra le molte tecnologie vi sono:
- Asta Ori
- Anelli trasportatori
- Supergate
- Bracciale a energia Ori
- Nave da incursione Ori

## Curiosità
- Ori facilmente deriva dal verbo latino (quindi, nella serie televisiva, dall'Antico) ŏrĭor che significa sorgere, provenire, aver inizio; si noti che la loro religione è infatti chiamata "Il Cammino dell'Origine".[20]